# リーベ県

リーベ県
Ribe Amt

リーベ県（リーベけん デンマーク語:Ribe Amt）はかつて存在したデンマークの地方行政区画（県）。デンマーク南西部、ユトランド半島南西部に位置し、北海に面している。行政府所在地はリーベ。地方行政区画再編により、2006年12月31日をもって廃止され、翌2007年1月1日より、南デンマーク地域に組み入れられた。